# هينايانا
َهينايانا 
Hinayana اسم يطلقه اتباع مذهب ماهايانا على مذهب تيرافادا Theravada واحد من المذهبين الرئيسيين للبوذية. ينتشر غالبا في دول جنوب شرق أسيا مثل شري لانكا وتايلاند وميانمار ولاوس وكمبوديا. يتميز بالبساطة وعدم الإيمان بأي اله والتأكيد على الحرية الشخصية.